# مستعر أعظم فائق الإضاءة

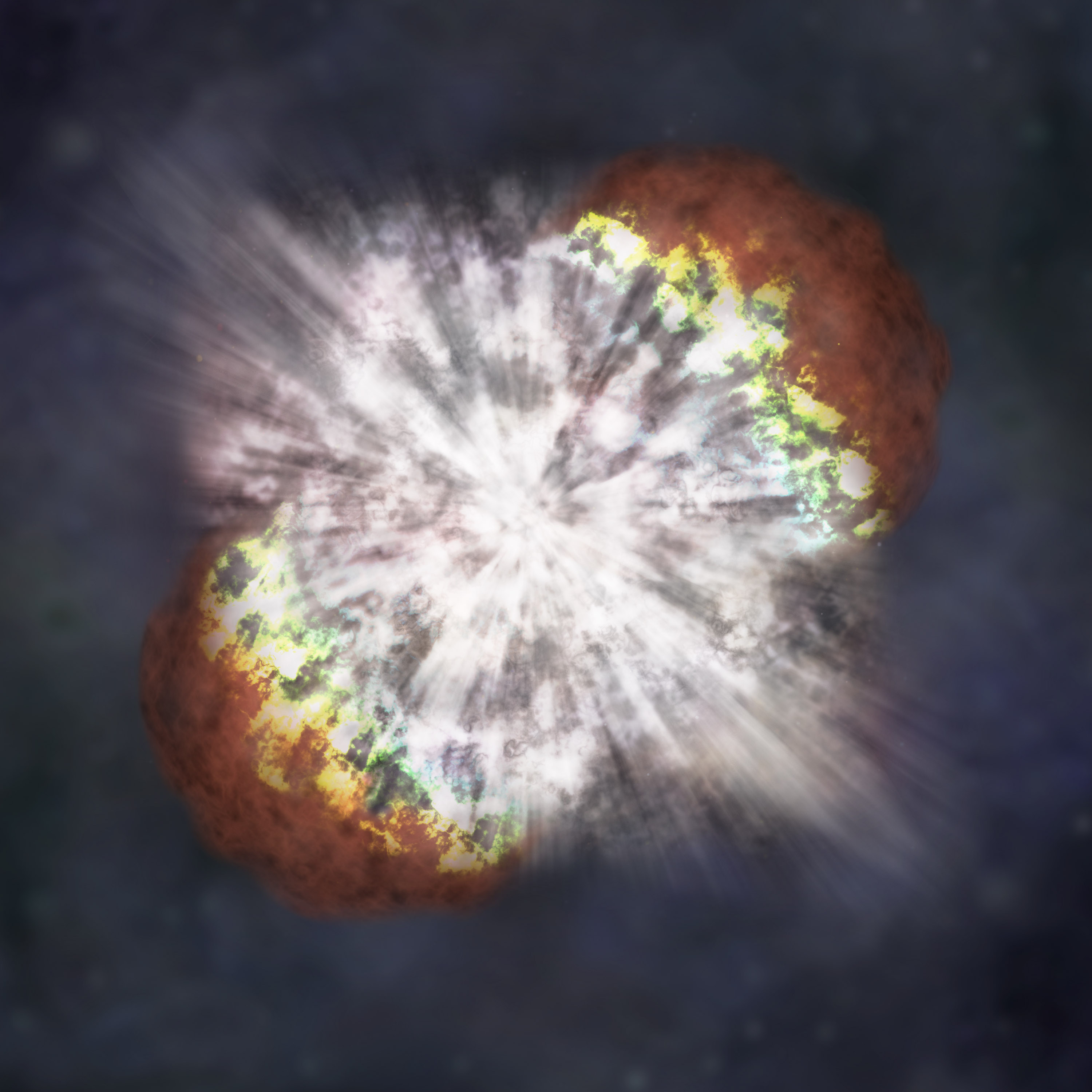
تصور فنان من ناسا لانفجار المستعر الأعظم 2006gy، أحد المستعرات العظمى البالغة الإضاءة.

المُستعرات العُظمى البالغة الإضاءة (بالإنجليزية: Super-luminous supernova)‏ هي نوع من الانفجارات النجمية ذات إضاءة أعلى بعشر مرات أو أكثر من المُستعرات العُظمى العادية. مثل المُستعرات العُظمى، يبدو أنّ المُستعرات العُظمى البالغة الإضاءة تتولد بواسطة عدة آليات تُكتشف بسهولة عن طريق المنحنيات والأطياف الضوئية. توجد نماذج متعددة تشرح الظروف التي يمكن أن تُنتج المُستعرات العُظمى البالغة الإضاءة، بما في ذلك الانهيار اللبّي في النجوم ذات الكتلة الضخمة على وجه الخصوص، أو النجوم المغناطيسية التي تُكمل دورةً حول نفسها كل ميلّي ثانية، أو التفاعل مع المواد المحيطية بالنجوم، أو المُستعرات العظمى مزدوجة عدم الاستقرار.
لم تُكتشف أول المُستعرات العُظمى البالغة الإضاءة المرتبطة بانفجارات أشعة جاما المُسماة إس إن 2003 دي إتش، حتى عام 2003، وذلك عندما أضاء انفجار أشعة جاما المُسمى جي آر بي 030329  كوكبة الأسد. مثّل انفجار إس إن 2003 دي إتش وفاة نجمٍ ذي كتلةٍ أكبر بنحو 25 مرة من كتلة شمسنا، إذ انبعثت المواد المتفجرة بسرعةٍ أعلى من عُشر سرعة الضوء.
في يونيو 2018 ، رُصد انفجار إيه تي 2018 كاو، وتبين أنه انفجار فلكي قويٌ للغاية، إذ كان أكثر إضاءةً بنحو 10 - 100 مرة من المستعرات العُظمى العادية.
اليوم، يُعتقد أنّ المُستعرات العُظمى البالغة الإضاءة تنتج عن النجوم التي تتمتع بكتلة أكبر من كتلة شمسنا بنحو 40 مرة أو أكثر.

## التصنيف
أوضحت اكتشافات العديد من المُستعرات العُظمى البالغة الإضاءة في القرن الحادي والعشرين أنها لم تكن فقط أكثر إضاءةً بعشر مرات من معظم المُستعرات العُظمى، بل من غير المحتمل أيضاً أن تكون طاقتها ناتجةً عن الاضمحلال الإشعاعي العادي المسؤول عن الطاقات الصادرة من المستعرات العظمى التقليدية.
يستخدم العلماء مخطط تصنيفٍ منفصلٍ للمستعرات العظمى البالغة الإضاءة لتمييزها عن أنواع المُستعرات العُظمى التقليدية، من النوع الأول إيه  والنوع الأول بي/ الأول سي والنوع الثاني، عن طريق التمييز بين العلامات الطيفية المميزة للأحداث المنقوصة والغنية بالهيدروجين.
تُصنَّف المُستعرات العُظمى البالغة الإضاءة الغنية بالهيدروجين على أنها من النوع الثاني إس إل إس إن 2، إذ يُرصد مرور الإشعاع عبر العتامة المُتغيرة لغلاف الهيدروجين السميك والمتوسع. تُصنف معظم الأحداث منقوصة الهيدروجين على أنها من النوع الأول إس إل إس إن، إذ يُنتَج إشعاعها المرئي من غلاف متوسع كبير من المواد التي تستمد طاقتها بواسطة آلية غير معروفة. هناك مجموعةٌ ثالثة أقل شيوعاً من المستعرات العُظمى البالغة الإضاءة، وهي منقوصة الهيدروجين أيضاً ومضيئةٌ بشكل غير طبيعي، ولكن من الواضح أنها تستمد طاقتها من النشاط الإشعاعي للنيكل 56.
يجد عدد متزايدٌ من الاكتشافات أنّ بعض المُستعرات العُظمى البالغة الإضاءة لا تتوافق مع هذه الفئات الثلاثة بشكلٍ كامل، لذلك اُدرج المزيد من الفئات الفرعية أو الأحداث الفريدة. تُظهر العديد المُستعرات العُظمى البالغة الإضاءة من النوع الأول أطيافاً تفتقر للهيدروجين أو الهيليوم، لكنها تتمتع بانحناءات ضوئية تُشابه المُستعرات العُظمى التقليدية من نوع الأول سي، وتُصنف الآن على أنها مستعرات عُظمى بالغة الإضاءة من النوع إس إل إس إن - الأول سي.

## نماذج الفيزياء الفلكية
اقتُرحت مجموعة متنوعة من الآليات لشرح الأحداث ذات الإضاءة الأكبر بعشر مراتٍ أو أكثر من المُستعرات العُظمى النموذجية. يعتبر نموذج النجم المُنهار ونموذج المواد المحيطة بالنجوم مقبولان بشكل عام إذ رُصد عددٌ من الأحداث التي ينطبق عليها النموذجان بشكل جيد. ما تزال النماذج الأخرى مقبولةً بشكل غير مؤكد أو أنها ذات أساس نظري بحت.

### نموذج النجم المُنهار
نموذج النجم المُنهار هو نوع من المُستعرات العُظمى البالغة الإضاءة التي تُنتج جُرماً ينهار على نفسه بفعل الجاذبية، أي ثقبٍ أسود. استُخدم هذا المصطلح سابقاً للإشارة إلى المنتج النهائي للانهيار الجاذبي، وهو الثقب الأسود النجمي. يُستخدم المصطلح اليوم للإشارة إلى نموذجٍ محددٍ لانهيار نجمٍ سريع الدوران. عندما ينهار لبّ نجمٍ ذي كلتةٍ تُعادل 15 ضعف كتلة شمسنا على الأقل -على الرغم من أنّ التركيب الكيميائي ومعدل الدوران مُهمّان أيضاً- لا تكفي طاقة الانفجار لقذف الطبقات الخارجية للنجم، وبالتالي سينهار مكوّناً ثقباً أسود دون إنتاج انفجار مستعر أعظم مرئي.
ينتج انفجار المُستعر الأعظم عن النجوم التي تمتلك لُبّاً ذا كتلة أقل من ذلك المستوى، أي في حدود 5 - 15 ضعف كتلة الشمس، ولكن يسقط الكثير من الكتلة المقذوفة على اللبّ المُتبقي، فينهار هو الآخر مكوّناً ثقباً أسود. إذا كان هذا النجم يدور ببطء، فسوف ينتج عنه مُستعرٌ أعظم باهت، ولكن إذا كان النجم يدور بسرعةٍ كافية، فسينتج عن تساقط المواد نحو الثقب الأسود تدفقات مادية نسبية. ونتيجة الطاقة التي تنقلها هذه التدفقات المادية إلى الغلاف المقذوف، يكون الانفجار المرئي ألمع بكثير من المستعر الأعظم النموذجي. تحمل هذه التدفقات المادية جسيماتٍ عالية الطاقة وأشعة جاما نحو الخارج مباشرةً، وبالتالي نُنتج انفجارات الأشعة السينية أو أشعة جاما؛ يمكن أن تستمر التدفقات المادية لعدة ثوانٍ أو أكثر وتتوافق مع انفجارات أشعة جاما طويلة الأمد، لكن لا يبدو أنّها تُفسر انفجارات أشعة جاما قصيرة الأمد.
تتمتع النجوم التي تمتلك لُبّاً ذا كتلة في حدود 5 – 15 ضعف كتلة الشمس بكتلةٍ إجمالية في حدود 25 – 90 ضعف كتلة الشمس، على افتراض أن النجم لم يخسر الكثير من كتلته. ستستمر هذه النجوم في الحِفاظ على غلافها الهيدروجيني وسوف تنفجر، فينتُج مُستعر أعظم من النوع الثاني. رُصدت المُستعرات العُظمى الخافتة من النوع الثاني، ولكن لم يُرصد أي مُرشحٍ ليكون مستعراً أعظماً بالغ الإضاءة من النوع الثاني بشكلٍ مؤكد (باستثناء النوع الثاني إن الذي لا يُعتقد أنه مُستعرٌ أعظم ذو تدفقٍ مادي). لن تصل إلى هذه المرحلة من حياتها سوى جمهرة النجوم الثالثة الأقل معدنية مع فقدان القليل من كتلتها. ستفقد النجوم الأخرى، بما في ذلك معظم النجوم المرئية لنا، معظم طبقاتها الخارجية بسبب إضاءتها الشديدة لتصبح نجوماً من نوع وولف رايت. تقترح بعض النظريات أنّ هذه النجوم سوف تُنتج مستعراتٍ عظمى من النوع الأول بي أو النوع الأول سي، لكن لم تُرصد أيٌ من هذه الأحداث في الطبيعة حتى الآن. من المُرجح أن يكون الكثير من المُستعرات العُظمى البالغة الإضاءة المرصودة من النوع الأول سي. دائماً تقريباً ما تكون المُستعرات المرتبطة بانفجارات أشعة جاما من النوع الأول سي، كونها مرشحةً جيدة جداً لإنتاج التدفقات المادية النسبية بسبب سقوط المواد نحو الثقب الأسود. ومع ذلك، لا تتوافق جميع أنواع المُستعرات العُظمى البالغة الإضاءة من النوع الأول سي مع انفجارات أشعة جاما المرصودة، لكن الأحداث ستكون مرئيةً فقط إذا كانت إحدى التدفقات المادية موجهةً نحونا.
في السنوات الأخيرة، زادت بيانات الرصد الكثيرة حول انفجارات أشعة جاما طويلة الأمد من فهمنا لهذه الأحداث بشكل كبير وبيّنت أن نموذج النجوم المنهارة ينتج انفجارات تختلف فقط بالتفاصيل عن المُستعرات العُظمى العادية ويتراوح مدى طاقتها بين المعدل الطبيعي تقريباً وحوالي 100 ضعف تقريباً.
إحدى الأمثلة الجيدة على المُستعرات العُظمى البالغة الإضاءة هو المُستعر الأعظم المُسمى إس إن 1998 بي دابليو الذي ارتبط مع انفجار أشعة جاما المُسمى جي آر بي 980425. يصنف هذا المُستعر على أنه من النوع الأول سي؛ بسبب خصائصه الطيفية المميزة في نطاق الطيف الراديوي، ما يدل على وجود موادٍ نسبية.

### نموذج المواد المحيطة بالنجوم
امتلكت جميع المُستعرات العُظمى البالغة الإضاءة المرصودة تقريباً أطيافاً مشابهة للمُستعرات العُظمى من النوع الأول سي أو الثاني إن. يُعتقد أنّ المُستعرات العُظمى البالغة الإضاءة من النوع الأول سي Ic تُنتج بواسطة التدفقات المادية بسبب سقوط المواد نحو ثقبٍ أسود، لكن تمتلك المُستعرات العُظمى البالغة الإضاءة من النوع الثاني إن انحناءات ضوئية مختلفة كثيراً ولا ترتبط مع انفجارات أشعة جاما. تُوجد المُستعرات العُظمى من النوع الثاني إن داخل السُدم الكثيفة التي نتجت على الأرجح عن النجوم الأصلية نفسها، ويُعتقد أن هذه المواد المُحيطة بالنجوم هي سبب الإضاءة الإضافيى. عندما تجتمع المواد المقذوفة من المُستعر الأعظم العادي الأولي مع المواد السّديمية الكثيفة أو الغبار بالقرب من النجم، تُحوّل الموجات الصدمية الطاقة الحركية بكفاءةٍ إلى إشعاعٍ مرئي. يُعزز هذا التأثير بشكلٍ كبيرٍ المدة الزمنية الممتدة والمُستعر الأعظم المضيء للغاية، على الرغم من أنّ الطاقة المتفجرة الأولية كانت هي نفسها الصادرة عن المُستعرات العُظمى العادية. 
على الرغم من القدرة المُحتملة لأيّ نوع من المُستعرات العظمى على إنتاج المُستعرات العُظمى البالغة الإضاءة من النوع الثاني إن، تقترح القيود النظرية على أحجام المواد المحيطة بالنجوم وكثافتها أنها ستُنتج دائماً تقريباً من النجم المركزي الأصلي مباشرةً قبل انفجار المُستعر الأعظم المرصود. من المُرجّح أن تكون هذه النجوم من النوع النجم المفرط العملقة أو الأزرق المُتغير المضيء اللذين يبدو أنهما يُعانيان من خسارةٍ كبيرة في كُتلتهما، بسبب عدم استقرار حدّ إدنجتون، على سبيل المثال، المُستعر الأعظم المُسمى إس إن 2005 جي إل.